# Stephan von Bourbon
Stephanus de Borbone (Stephan von Bourbon) oder Étienne de Bourbon (* um 1190 in Belleville; † 1261 in Lyon) war ein Dominikaner-Inquisitor des 13. Jahrhunderts. Er war der Autor der bedeutendsten Exemplumsammlung für Prediger, der sogenannten "Exempla" dieses Jahrhunderts: den Tractatus de diversis materiis predicabilibus (kurz: De diversis materiis predicabilibus). Neben  Jacques de Vitry war er der bedeutendste Erzähler religiöser Geschichten im mittelalterlichen Frankreich.

## Biografie
Etienne de Bourbon wurde gegen Ende des 12. Jahrhunderts in Belleville bei Lyon geboren. Von 1217 bis 1223 schloss er sich den Dominikanern in Paris an.
Ungefähr von 1223 bis 1250 war er Generalprediger, der an vielen Orten seine Tätigkeit entfaltete, so im Gebiet von Lyon (das damals einen Teil des Deutschen Reiches bildete), die Bourgogne, die Lorraine, den Forez, den Zentralmassiv, die Diözese von Valence, den Roussillon, die Savoie. 
Étienne de Bourbon wurde einer der ersten Inquisitoren. Er verfasste einen Katalog der "Irrtümer" des Glaubens. Diese Liste wurde von anderen Inquisitoren wiederverwendet, wie z. B. von Bernard Gui im 14. Jahrhundert in seinem Manuel de l'Inquisiteur.
Gegen 1250 unternahm er es, den Tractatus de diversis materiis predicabilibus auszuarbeiten. Er enthielt über 3000 Geschichten verschiedenen Ursprungs. Das Originalmanuskript ist verloren. Eines der wichtigsten Manuskripte des 13. Jahrhunderts, heute in der Bibliothèque nationale de France aufbewahrt, fand sich in der Bibliothèque der Sorbonne, angekettet, um seinen Diebstahl zu verhindern.
Etienne de Bourbon starb 1261.

## Film
- Der Film Le Moine et la sorcière

## Ausgaben
- Stephani de Borbone, Tractatus de diversis materiis predicabilibus, éd. Jacques Berlioz et Jean-Luc Eichenlaub (Corpus Christianorum. Continuatio Mediaevalis 124/124A/124B), Turnhout, 2002/2006/2015 / Humbert de Romans, Le Don de crainte ou l'Abondance des exemples, traduit du latin et présenté par Christine Boyer, Postface de Jacques Berlioz, / Lyon, PUL, 2003, 242 p.
- Etienne de Bourbon: Anecdotes historiques, légendes et apologues tirés du recueil inédit d'Etienne de Bourbon dominicain du XIIIe siècle / publiés [...] par A. Lecoy de La Marche. - A Paris : Renouard : Henri Loones, 1877
- Summa bonorum : eine deutsche Exempelsammlung aus dem 15. Jahrhundert nach Stephan von Bourbon; Edition und Untersuchung, hrsg. von Susanne Baumgarte; Berlin : Erich Schmidt, 1999 (Texte des späten Mittelalters und der frühen Neuzeit ; H. 40)